# Rallye Elfenbeinküste 1979
Die 11. Rallye Elfenbeinküste war der 12. Lauf zur Rallye-Weltmeisterschaft 1979. Sie fand vom 9. bis zum 14. Dezember in der Region von Abidjan statt.

## Klassifikationen

### Endergebnis
| Rang | Fahrer            | Co-Pilot          | Auto                 | Zeit (Std./Min.) | Rückstand Sieger (Min.) Rückstand V (Std./Min.) |
| ---- | ----------------- | ----------------- | -------------------- | ---------------- | ----------------------------------------------- |
| 1    | Hannu Mikkola     | Arne Hertz        | Mercedes 450 SLC     | 3:23             | 0.00 0:00                                       |
| 2    | Björn Waldegård   | Hans Thorszelius  | Mercedes 450 SLC     | 3:58             | 0:35                                            |
| 3    | Andrew Cowan      | Klaus Kaiser      | Mercedes 450 SLC     | 4:10             | 0:47 0:12                                       |
| 4    | Vic Preston       | Mike Doughty      | Mercedes 450 SLC     | 4:17             | 0:54 0:07                                       |
| 5    | Ove Andersson     | Henry Liddon      | Toyota Celica 2000GT | 6:08             | 2:45 1:51                                       |
| 6    | Alain Ambrosino   | Robert Schneck    | Peugeot 504 V6 Coupé | 8:48             | 5:25 2:40                                       |
| 7    | Michel Mitri      | Jean-Paul Fornaro | Datsun 160J          | 12:25            | 9:02 3:37                                       |
| 8    | Jean-Pierre Paure | Alain Manfredini  | Datsun 160J          | 13:48            | 10:25 1:23                                      |

Insgesamt wurden 8 von 57 gemeldeten Fahrzeuge klassiert.

### Fahrer-Weltmeisterschaft
| Pos. | Fahrer          | Punkte |
| ---- | --------------- | ------ |
| 1    | Björn Waldegård | 112    |
| 2    | Hannu Mikkola   | 111    |
| 3    | Markku Alén     | 68     |
| 4    | Ari Vatanen     | 50     |
| 5    | Timo Salonen    | 50     |

### Herstellerwertung
| Pos. | Team   | Punkte |
| ---- | ------ | ------ |
| 1    | Ford   | 122    |
| 2    | Datsun | 108    |
| 3    | Fiat   | 92     |
| 4    | Lancia | 65     |
| 5    | Toyota | 58     |